# Germán Centurión
Germán Marcos Centurión Marecos (Concepción, Paraguay, 5 de mayo de 1980) es un exfutbolista paraguayo. Jugaba como defensor y se retiró en el Cúcuta Deportivo de Colombia.

## Trayectoria
En el 2006 llega al club del Fútbol Peruano para jugar por Universitario de Deportes para afrontar la Copa Libertadores 2006 donde tuvo un mal papel. Jugó al lado del portero peruano José Carvallo, quien fue mundialista en la Copa Mundial de Fútbol de 2018.
Desciende de categoría con el Deportivo Pasto en el Torneo Finalización 2009.
En el 2014 desciende con el 12 de Octubre.

## Clubes
| Club                      | País      | Año         |
| ------------------------- | --------- | ----------- |
| San Lorenzo               | Argentina | 1997 - 2000 |
| Almagro                   | Argentina | 2000 - 2001 |
| San Lorenzo               | Argentina | 2001        |
| Quilmes                   | Argentina | 2002        |
| Argentinos Juniors        | Argentina | 2002 - 2003 |
| Guaraní                   | Paraguay  | 2003 - 2005 |
| Universitario de Deportes | Perú      | 2006        |
| Olimpia                   | Paraguay  | 2006        |
| Deportivo Pasto           | Colombia  | 2007 - 2009 |
| Independiente Santa Fe    | Colombia  | 2010 - 2013 |
| 12 de Octubre             | Paraguay  | 2014        |
| The Strongest             | Bolivia   | 2015        |
| Cúcuta Deportivo          | Colombia  | 2015        |

## Palmarés

### Campeonatos nacionales
| Título                | Club                   | País     | Año  |
| --------------------- | ---------------------- | -------- | ---- |
| Torneo Apertura       | Independiente Santa Fe | Colombia | 2012 |
| Superliga de Colombia | Independiente Santa Fe | Colombia | 2013 |